# Шахназаров Карен Георгійович
Каре́н Гео́ргійович Шахназа́ров (рос. Карен Георгиевич Шахназаров; * 8 липня 1952, Краснодар, Російська РФСР) — радянський і російський кінорежисер, сценарист, кінопродюсер наполовину вірменського походження. Заслужений діяч мистецтв Росії (1997), Народний артист Росії (2002). Путініст, рашист, шовініст та імперіаліст.
Відомий своїми антиукраїнськими та антивірменськими поглядами. Є одним з ідеологів сучасної російської антиукраїнської пропаганди, є постійним гостем в ефірах різноманітних російських пропагандистських телепередачах.

## Біографія
Батько, Георгій Шахназаров (1924—2001), доктор філософських наук, член-кореспондент Академії наук СРСР і Російської академії наук та письменник-фантаст, був фахівцем з політології, державного права та теорії міжнародних відносин, працював завідувачем редакцією видавництва «Политиздат», наприкінці 1980-х років став помічником Генерального секретаря ЦК КПРС, а пізніше президента СРСР Михайла Горбачова, а після його відставки — директором Горбачов-Фонду (Міжнародний фонд соціально-економічних і політологічних досліджень). Георгій Шахназаров народився в Баку. Він є нащадком карабаського князівського роду Мелік-Шахназарянів, але після більшовицького перевороту в Росії Мелік-Шахназаряни були змушені змінити прізвище на Шахназаров, щоб не виділятися своїм дворянським походженням.
Закінчив режисерський факультет Всесоюзного державного інституту кінематографії, майстерня Ігоря Таланкіна (1975). З червня 1975 року — режисер, а з 1984 року — режисер-постановник кіностудії «Мосфільм». У 1987 році Шахназаров став художнім керівником Творчого об'єднання «Старт» кіностудії «Мосфільм», яке в 1990 році було перейменовано в студію «Кур'єр». З 1998 р. — Президент і генеральний директор кіноконцерну «Мосфільм». Член Ізборського клубу.

Першого ж дня публічно підтримав вторгнення Росії в Україну. 3 травня 2022 року Шахназаров передрік супротивникам літери Z концтабори та стерилізацію: 
Противники цієї букви Z повинні розуміти, що якщо вони розраховують, що їх пощадять — ні, їх не пощадять. Це все вже по-серйозному. Це якщо концтабори, це перевиховання, так би мовити, стерилізація. Це все дуже серйозно!

## Родина
Був тричі одружений. У нього троє дітей: дочка Ганна (1985), сини Іван (1993) і Василь (1996).

## Фільмографія
Поставив стрічки:
- «Ширше крок, маестро!» (1975),
- «Добряки» (1979),
- «Ми з джазу» (1983),
- «Зимовий вечір у Гаграх» (1985),
- «Кур'єр» (1986),
- «Місто Зеро» (1988),
- «Царевбивця» (1991),
- «Сни» (1993),
- «Американська дочка» (1995),
- «День повнолуння» (1998, співавтор сцен. Спеціальний приз журі кінофестивалю в Карлових Варах; Премія «Ніка» за найкращий сценарій; Другий приз на XI Панорамі Європейського кіно в Афінах, 1998),
- «Отрути, або Всесвітня історія отруєнь» (2001)
- «Вершник на ім'я Смерть» (2004),
- «Палата № 6» (2009),
- «Білий тигр» (2012),
- «Анна Кареніна. Історія Вронського» (2017)
- «Хитровка. Знак чотирьох» (2023)

## Членство у недержавних та політичних об'єднаннях
Є членом багатьох НДО кінематографічного спрямування, зокрема Шахназаров є членом правління Спілки кінематографістів Росії, членом Європейської кіноакадемії та інших кінематографічних співтовариство. Шахназаров — заступник голови Ради при Президенті Росії з культури і мистецтва, в 2012 році був членом Народного штабу (по місту Москві) кандидата в президенти Володимира Путіна. Режисер входить до опікунської ради Вищої школи телебачення МДУ і ВДІК.

## Нагороди
Кінострічки Карена Шахназарова були удостоєні понад 50 міжнародних і національних призів та нагород, двічі брали участь у конкурсі Каннського фестивалю («Місто Зеро», «Царевбивця»), двічі були представлені на премію Американської кіноакадемії «Оскар» («Місто Зеро», «Палата № 6»), представляли СРСР і Росію на багатьох інших міжнародних кінофестивалях.
- Заслужений діяч мистецтв Росії (1997)
- Народний артист Росії (2002)
- Лауреат премії Ленінського комсомолу (1986)
- Лауреат Державної премії Росії імені братів Васильєвих (1988)
- Лауреат Державної премії Російської Федерації (2003)
- Орден Пошани (Росія) (2008)
- Орден Пошани (Вірменія) (2013)[8]
- Громадянський орден Срібна Зірка «Суспільне визнання» (2005)
- Орден Бернардо О'Хіггінс (Чилі, 2009).

Шахназаров — лауреат літературної премії імені Бориса Полевого (1982) і багатьох кінематографічних премій, серед яких премії Міжнародного кінофестивалю в Москві (1987), МКФ у Чикаго (1989), МКФ у Карлових Варах (1998), МКФ в Єрусалимі (2005), «Сузір'я» (1989), «Ніка» (1998), «Золотий Орел» (2008, 2009).

## Громадська позиція

### Погляди щодо України
У березні 2014 року підписав листа на підтримку позиції президента Росії щодо російської військової інтервенції в Україну.
Фігурант бази даних центру «Миротворець» як особа, яка незаконно відвідувала окупований Росією Крим, свідомо порушуючи державний кордон України.
Неодноразово виступав з антиукраїнськими заявами, зокрема що «українці — це частина великої російської нації», що «єдиний спосіб для України повернути Крим — це об'єднання з РФ», що «у разі, якщо Україна вирішить повернути собі тимчасово анексований Крим, півострів почне проти неї війну» тощо. Українські журналісти описують Шахназарова як «оскаженілого кримнашиста, запутінця та імперця».